# Johannes Andersen (samfundsforsker)
 Der er flere personer med dette navn, se Johannes Andersen.
Johannes Andersen (født 4. september 1950 i Midskov) er en dansk lektor i politologi ved Institut for Statskundskab ved Aalborg Universitet.
Andersen blev student fra Nyborg Gymnasium i 1970 og cand.mag. i samfundsfag og nordisk sprog og litteratur fra Aarhus Universitet i 1978. Fra 1976 til 1979 var han undervisningsassistent ved Aarhus Universitet; fra 1977 tillige ved Aalborg Universitet. Her fik han i 1979 en stilling som adjunktvikar. Siden 1981 har han været lektor, fra 1992 til 1996 var han institutleder og 1998-2001 prodekan for Det Samfundsvidenskabelige Fakultet. Siden 2000 har han desuden været konsulent for forlaget Systime, der blandt andet udgiver samfundsvidenskabelige undervisningsbøger.
Han optræder desuden hyppigt i danske medier som kommentator på politiske og sociologiske begivenheder. I en kort periode medvirkede han i DR1-serien Kender du typen?.
Han er desuden aktiv som musiker i The Overheads. Fra 1998 har han været formand for Jomfru Ane Teatret